# Per Lyngemark
Per Pedersen Lyngemark (Frederiksberg, 23 de maig de 1941 - 2 d'abril de 2010) va ser un ciclista danès, que va córrer entre finals dels anys 60 i primers dels 70 del segle xx. Es dedicà principalment al ciclisme en pista.
El 1968 va prendre part en els Jocs Olímpics de Ciutat de Mèxic, en què guanyà una medalla d'or en la prova de persecució per equips, junt a Reno Olsen, Gunnar Asmussen i Mogens Frey Jensen.
Durant la seva carrera guanyà dos campionats nacionals amateurs de persecució per equips.

## Palmarès
- 1968
  -  Medalla d'or a la prova de persecució per equips dels Jocs Olímpics de Mèxic de 1968, amb Reno Olsen, Gunnar Asmussen i Mogens Frey Jensen
  -  Campió de Dinamarca de persecució per equips, amb Mogens Frey, Reno Olsen i Peder Pedersen
- 1972
  -  Campió de Dinamarca de persecució per equips, amb Bent L. Pedersen, Reno Olsen i Svend Erik Bjerg